# Quincy Owusu-Abeyie
Quincy James Owusu-Abeyie (nascut a Amsterdam, Països Baixos el 15 d'abril del 1986) és un futbolista professional neerlandès i nacionalitzat ghanès que juga com a davanter o extrem.